# Tore André Flo
Tore André Flo (* 15. Juni 1973 in Stryn, Norwegen) ist ein ehemaliger norwegischer Fußballspieler.

## Karriere
Flo begann seine Karriere bei seinem Heimatverein in Stryn im Amateurbereich. 1993 wechselte er zu Sogndal IL, wo er zusammen mit seinen Brüdern Jostein und Jarle Flo sowie seinem Cousin Håvard Flo spielte. Als Sogndal aus der Tippeligaen abstieg, wechselte Tore Andre Flo zu Tromsø IL.
In Tromsø verbrachte Flo eine sehr erfolgreiche Zeit, da er 1995 mit 18 Treffern Torschützenkönig der 1. norwegischen Liga wurde. Aufgrund seiner guten Leistungen wurde er im gleichen Jahr erstmals in die norwegische Fußballnationalmannschaft berufen und debütierte in einem Spiel gegen England.
Daraufhin wechselte Flo im Januar 1996 zu Ligakonkurrent Brann Bergen, wo er 28 Tore erzielte. In dieser Zeit reifte Flo zu einem der besten Stürmer seines Landes heran und wurde auch im Nationalteam eine feste Größe. In Anlehnung an den brasilianischen Nationalspieler Ronaldo erhielt er den Spitznamen „Flonaldo“. Besonders eindrucksvoll war der 4:2-Sieg Norwegens in einem Freundschaftsspiel gegen Brasilien.
Im Januar 1998 wechselte Flo für die relativ magere Ablösesumme von 300.000 Pfund nach England zum FC Chelsea. Dort überzeugte er viele Skeptiker und erzielte in 163 Pflichtspielen 50 Tore für den Londoner Club. Unter den Trainern Gianluca Vialli und Claudio Ranieri fand er sich vermehrt auf der Ersatzbank wieder, was ihn zu einem Wechsel in die höchste schottische Spielklasse bewog. 2000 wechselte er für zwölf Millionen Pfund zu den Glasgow Rangers, was ihn zum bis dahin teuersten norwegischen Spieler überhaupt machte. In Glasgow konnte er zwar in seinem ersten Spiel gegen Stadtrivale Celtic Glasgow, das die Rangers mit 5:1 gewannen, treffen, danach jedoch selten wieder überzeugen. Daraufhin wechselte Flo zum AFC Sunderland, wo er auch im ersten Spiel treffen konnte, den Verein aber nach dessen Abstieg nach einer Saison wieder verließ.
2003 unterschrieb er deshalb einen Zweijahresvertrag beim AC Siena, für den er in 63 Ligaspielen zwölf Tore erzielte. 2004 beendete er seine aktive Karriere in der norwegischen Nationalmannschaft, für die er zwischen 1995 und 2004 in 76 Spielen 23 Tore erzielte. Da seine Familie die südeuropäischen Klimaverhältnisse nicht mochte, entschloss er sich 2005 zu einem Wechsel zurück in die Heimat nach Norwegen zu Vålerenga IF.
Im Januar 2007 wechselte er dann zu Leeds United. Sein Gehalt bei Leeds United übernahm die Band Kaiser Chiefs. Im März 2008 beendete er seine Profikarriere.
Am 21. November 2008 gaben die Milton Keynes Dons die Verpflichtung von Flo bekannt. Der Transfer wurde von Milton Keynes Manager Roberto Di Matteo eingefädelt, welcher gemeinsam mit Flo bei Chelsea spielte. Nach der Saison 2008/09 wurde sein Vertrag bei den MK Dons vorzeitig aufgelöst, nachdem er in 13 Partien ohne Torerfolg geblieben war.